# Valsgård
Valsgård er en mindre by i det sydlige Himmerland med 1.142 indbyggere  (2024) indbyggere. Valsgård er beliggende seks kilometer nordøst for Hobro, og 18 kilometer vest for Hadsund.
Byen ligger i Region Nordjylland og hører til Mariagerfjord Kommune. Valsgård er beliggende i Valsgaard Sogn.